# Genera of European and North American Bryineae (Mosses)
Genera of European and North American Bryineae (Mosses) (abreviado Gen. Eur. N.- Amer. Bryin.) es un libro con ilustraciones y descripciones botánicas que fue escrito por el briólogo, botánico, y pedagogo sueco Nils Conrad Kindberg y publicado en Göteborg en el año 1897.